# スンガリー
スンガリーは、東京にあるロシア料理、ジョージア料理、ウクライナ料理などを提供する店である。

## 概要
2019年に牛丼チェーンの松屋がジョージア料理の「シュクメルリ」を提供したことで、日本においてはジョージア料理に注目が集まった。
スンガリーは、そんな「ジョージア料理を食べられる店」として知られる。
1957年にロシア料理店として開店し、ソ連崩壊によって各国が独立したため、ロシア料理、ジョージア料理、ウクライナ料理と分けて標記するようになった。
運営は株式会社インターダイングループが行っている（2023年時点）。

## 住所
- 新宿東口本店
東京都新宿区歌舞伎町2丁目45-6 千代田ビルB1
- 新宿三丁目店
東京都新宿区新宿3-21-6新宿龍生堂ビル B1

## 沿革
1957年に、加藤幸四郎が新橋に開業した。妻の加藤淑子が経営に参加する。名前の由来は、1945年の終戦直後まで加藤夫婦の家族が暮らしていたハルピン市に流れる『松花江』の満州語起源のロシア語名 "Сунгари" よりとられた。白系ロシア人が多かった当時の満州のハルピン市に暮らし、一時期、ロシア人の住居に間借りしていた加藤夫婦は、ロシア語が流暢に話せた。開業当時、料理長は白系ロシア人であり、ロシア人ウェートレスも働いていた。1958年には、京橋に移転する。
1960年には、新宿歌舞伎町に移転する。1965年1月27日、経営主体たる会社の『株式会社インターダイングループ』が設立となる。この頃、加藤夫婦の娘の登紀子が歌手としてデビューする。1967年には、スンガリー新宿西口店が、オープンする。1972年、姉妹店である『キエフ』がオープンする。1973年、新宿歌舞伎町のスンガリーが移転し、スンガリー新宿東口本店となる。
1991年、ライブ演奏も可能な店の『テアトルスンガリー青山店』がオープンする。2004年、『ラリョーク店』が開店する。2006年12月30日をもって、『テアトルスンガリー青山店』が閉店した。2012年『ラリョーク店』が閉店。
2017年8月新宿スバルビル建て替えのため、移転し、『新宿三丁目店』オープン。
2020年「スンガリーお取り寄せグルメ」スタート。

## 料理の例
提供される料理の例を挙げる。
- セリョートカ・バト・シューバ - ロシア・ウクライナ料理[3]
- シュクメルリ - ジョージア料理[3]
- ゴルブッツィ[注釈 2] - ウクライナ料理[3]